# Касполи (Казерта)
Касполи је насеље у Италији у округу Казерта, региону Кампанија.
Према процени из 2011. у насељу је живело 183 становника. Насеље се налази на надморској висини од 226 м.